# Carramaiza

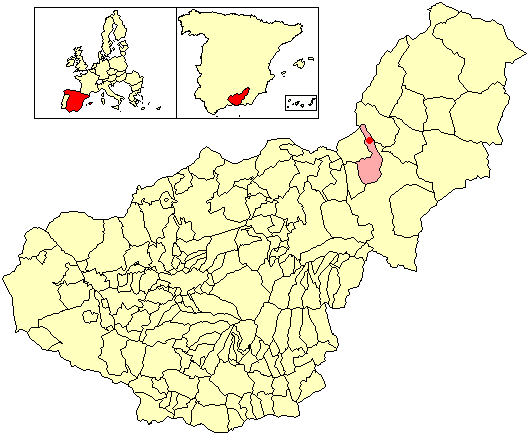
Situación de Carramaiza respecto al término municipal de Zújar, en la provincia de Granada.

Carramaiza es una localidad española perteneciente al municipio de Zújar, en la provincia de Granada (comunidad autónoma de Andalucía). A seis kilómetros del límite con la provincia de Jaén, cerca de esta localidad se encuentran los núcleos de Cortes de Baza, Las Cucharetas y La Teja.
Aunque Carramaiza pertenece al término municipal de Zújar, hay una distancia de 41 kilómetros entre esta pedanía y la capital de municipio, debido a que la construcción en 1984 del embalse del Negratín cortó la pista rural de unos diez kilómetros que les comunicaba. Esto ha hecho que en varios aspectos —servicios sanitarios, educativos, etc— el pueblo tenga más dependencia del ayuntamiento más cercano, que es el de Cortes de Baza.

## Historia
El origen del topónimo Carramaiza se encuentra en la palabra árabe "maysa", que significa «almez» (un tipo de árbol).
No es hasta el año 1825 cuando se tiene constancia de que haya una familia viviendo establemente en esa zona, concretamente en la Cueva de Carramaiza, según el padrón de la Iglesia de Zújar, lo que confirma que en este año aún no hay un núcleo de población con cierta entidad.
El 9 de octubre de 1875 se nombró el primer alcalde pedáneo de Carramaiza, siendo éste Don José Galera Carricondo. Posteriormente se van nombrando otros alcaldes pedáneos para la aldea coincidiendo casi siempre con la muerte de su antecesor, como en 1876 a Don Santiago Rodríguez García, en 1902 a Don Pedro Mirón Reche, en 1911 a Don Ramón Gutiérrez Quirado, o en 1920 a Don Andrés Martínez Reche, etc.
En el censo que se realizó en 1887 consta el número de familias que se establecieron en Carramaiza procedentes de otros núcleos como Benamaurel, Cúllar, Huéscar, Orce, Oria (Almería), Pozo Alcón (Jaén) y Serón (Almería), entre otros.